# Accordo TRIPs
The Agreement on Trade Related Aspects of Intellectual Property Rights (in italiano, Accordo sugli aspetti commerciali dei diritti di proprietà intellettuale), spesso noto come accordo TRIPs, è un trattato internazionale promosso dall'Organizzazione mondiale del commercio, meglio conosciuta come OMC, al fine di fissare lo standard per la tutela della proprietà intellettuale.
L'Accordo è stato ufficializzato dal GATT alla fine dell'incontro avvenuto a Marrakech nel 1994, al termine del negoziato Uruguay Round.
L'accordo TRIPS stabilisce i requisiti che le leggi dei paesi aderenti devono rispettare per tutelare la proprietà intellettuale, nell'ambito del copyright, delle indicazioni geografiche (DOP - IG), dell'industrial design, dei brevetti, dei marchi di fabbrica registrati e di numerosi altri ambiti.
Il TRIPS inoltre stabilisce le linee guida per l'applicazione delle leggi in materia di protezione della proprietà intellettuale, per i ricorsi e per le procedure di risoluzione delle controversie. La protezione e l'applicazione dei diritti di proprietà intellettuale dovrebbero avere l'obiettivo di contribuire al progresso dell'innovazione tecnologica e facilitare il trasferimento e la divulgazione del sapere tecnologico, al fine di un vantaggio reciproco dei produttori e degli utilizzatori delle conoscenze tecnologiche.
L'accordo TRIPS è un tentativo di colmare il divario e le differenze nel modo in cui i diritti sulla proprietà intellettuale sono protetti in tutto il mondo, al fine di portarli sotto regole internazionali comuni. Esso stabilisce un livello minimo di protezione che ogni governo deve garantire alla proprietà intellettuale dei membri dell'OMC.
L'accordo TRIPS introduce per la prima volta dei requisiti per le leggi sulla proprietà intellettuale nell'ambito del sistema di commercio internazionale e rimane, attualmente, il più completo accordo internazionale sulla proprietà intellettuale.
L'accordo copre cinque aree di interesse principali:
- l'applicazione dei principi base per la protezione della proprietà intellettuale, anche sulla base dei precedenti accordi internazionali.
- come dare protezione adeguata ai diritti sulla proprietà intellettuale
- come le nazioni dovrebbero applicare tali diritti in modo adeguato sui loro territori
- come risolvere le dispute sulla proprietà intellettuale tra i membri dell'OMC
- speciali disposizioni per i periodi di transizione, durante i quali viene introdotto il nuovo sistema.

## Storia e contesto
L'accordo TRIPS fu negoziato alla fine dell'incontro del GATT in Uruguay nel 1994. La sua creazione fu il risultato dell'attività e dell'interesse in materia di protezione dei diritti della proprietà intellettuale da parte degli Stati Uniti, supportati dall'Unione europea, Giappone e altre nazioni sviluppate. Le campagne di promozione economica unilaterale sotto il Sistema Generalizzato di Preferenze e la coercizione sotto la Sezione 301 del Trade Act giocarono un ruolo importante nel sconfiggere posizioni politiche in opposizione che erano in favore dei paesi in via di sviluppo, in particolare Corea e Brasile, ma anche Thailandia, India e Caraibi. La strategia degli Stati Uniti di collegare le politiche di commercio agli standard sulla proprietà intellettuale possono essere ricondotte all'operato dell'amministrazione della compagnia farmaceutica Pfizer all'inizio degli anni '80, la quale mobilitò le società aziendali degli Stati Uniti e fece della massimizzazione dei privilegi legati alla proprietà intellettuale la priorità numero uno nella politica di commercio degli Stati Uniti.
Dopo l'incontro avvenuto in Uruguay, il GATT divenne il punto di partenza per la fondazione dell'OMC. Poiché la ratifica del TRIPS è un requisito obbligatorio per diventare membri dell'OMC, ogni nazione che cerchi di ottenere un facile accesso ai numerosi mercati internazionali aperti dall'OMC deve varare le severe leggi sulla proprietà intellettuale stabilite dal TRIPS.
Per questa ragione, il TRIPS è il più importante strumento multilaterale per la globalizzazione delle leggi sulla proprietà intellettuale. Nazioni come la Russia e la Cina, che probabilmente non si sarebbero mai unite alla Convenzione di Berna, invece hanno trovato nella prospettiva di diventare membri dell'OMC un potente incentivo a stabilire dei sistemi legislativi che incontrassero i requisiti del TRIPS in materia di proprietà intellettuale.

## Implementazione dell'accordo TRIPS negli stati membri

### Principi base
Il punto di partenza negli accordi internazionali sulla proprietà intellettuale risiede nei caratteri di non discriminazione, discussi nella prima parte dell'accordo: il cosiddetto principio del trattamento nazionale, che stabilisce di trattare la propria nazione allo stesso modo di quelle straniere, partner dell'OMC, è il principio di base sul quale è stato costruito l'accordo TRIPS. Il trattamento nazionale è anche il principio chiave per gli accordi sulla proprietà intellettuale al di fuori dell'OMC.
L'accordo TRIPS ha anche un altro importante principio aggiuntivo: la protezione della proprietà intellettuale dovrebbe contribuire all'innovazione tecnologica e alla divulgazione delle conoscenze tecnologiche. Sia i produttori che gli utilizzatori dovrebbero beneficiarne e il benessere sociale ed economico dovrebbe essere valorizzato.

### Regole di base comuni
Sono discusse nella seconda parte dell'accordo, che si rivolge ai differenti tipi di diritti sulla proprietà intellettuale e a come proteggerli. L'obiettivo è quello di assicurare lo stesso adeguato standard di protezione in tutti gli stati membri. Qui la fonte del TRIPS è rappresentata dagli obblighi di molti accordi internazionali dell'OMPI che esistevano già prima che fosse creato l'OMC:
- La Convenzione di Parigi per la protezione della proprietà industriale (brevetti, progetto industriale)
- La Convenzione di Berna per la protezione delle opere letterarie e artistiche (diritto d'autore)

Alcune aree non sono coperte da queste convenzioni. In alcuni casi gli standard di protezione prescritti sono stati considerati inadeguati, così l'accordo TRIPS ha aggiunto un numero significativo di nuovi o più elevati standard.

### Requisiti
Il TRIPS richiede agli stati membri di fornire una valida protezione per i diritti di proprietà intellettuale. In particolare, sotto il TRIPS:
- Il periodo di validità del copyright deve estendersi a 50 anni dopo la morte dell'autore, sebbene per film e fotografie sono richiesti rispettivamente almeno 50 anni e 25 anni. (Art. 7(2), (4) )
- Il copyright deve essere garantito automaticamente, e non deve essere basato su alcuna formalità, come una registrazione o un sistema di rinnovo.
- I programmi per elaboratore devono essere considerati come “opere letterarie” per quanto riguarda le leggi sul diritto d'autore e ricevere le stesse condizioni di protezione.
- Eccezioni a livello nazionale sul diritto d'autore (come ad esempio il “fair use” negli Stati Uniti) devono sottostare alla verifica in tre fasi stabilita a Berna nel 1967, nella Convenzione di Berna per la Protezione delle Opere Letterarie e Artistiche.
- I brevetti devono essere garantiti in tutti i campi della tecnologia, sebbene sono permesse eccezioni per alcune aree di pubblico interesse. (Art. 27.2 e 27.3) e devono essere esecutivi per almeno 20 anni. (Art 33)
- Le eccezioni ai diritti esclusivi devono essere limitate e a patto che non siano in conflitto con un regolare sfruttamento dell'opera (Art. 13) o del brevetto. (Art. 30)
- Non è permesso nessun irragionevole pregiudizio sugli interessi del legittimo detentore dei diritti su programmi per elaboratore e brevetti.
- Gli interessi legittimi di terze parti devono essere tenute in considerazione nei diritti sui brevetti. (Art. 30)
- In ogni stato, le leggi sulla proprietà intellettuale non dovrebbero offrire nessun beneficio ai cittadini locali che non sia anche disponibili ai cittadini di altri firmatari del TRIPS, secondo il principio del trattamento nazionale. (con determinati limiti ed eccezioni, Art. 3 and 5)

### Contratti di licenza e concorrenza
I detentori di diritti d'autore, brevetti o altre forme di diritti sulla proprietà intellettuale possono stabilire licenze per qualcun altro, per permettere la produzione o la copia di opere, invenzioni, progetti. L'accordo riconosce che i termini dei contratti di licenza potrebbero limitare la competizione e impedire il trasferimento della tecnologia. Esso stabilisce che sotto determinate condizioni, i governi hanno il diritto di entrare in azione per prevenire licenze che abusano dei diritti di proprietà intellettuale con l'obiettivo di ostacolare la libera concorrenza e competizione all'interno dei mercati. Esso stabilisce anche che i governi devono essere preparati a consultarsi l'uno con l'altro per controllare il rilascio e lo sfruttamento di tali licenze.

### Applicazione dei requisiti stabiliti dal TRIPS
Avere leggi sulla proprietà intellettuale non è sufficiente, queste devono essere applicate. L'argomento è coperto dalla terza sezione del TRIPS. L'accordo stabilisce che i governi devono assicurare che i diritti sulla proprietà intellettuale possano essere applicati sotto le loro leggi, e che le sanzioni per le infrazioni siano abbastanza severe da risultare un deterrente per ulteriori future violazioni. Le procedure devono essere corrette e eque, e non necessariamente complicate e costose. Esse dovrebbero non comportare limiti di tempo irragionevoli o ritardi ingiustificati. Le persone dovrebbero avere il diritto di chiedere ad una corte di rivedere una decisione amministrativa o di appellarsi alle decisioni di una corte.
L'accordo descrive in dettaglio come l'applicazione dovrebbe essere gestita, incluse le regole per ottenere prove, misure provvisorie, ingiunzioni e altri provvedimenti. Esso dice che le corti dovrebbero avere il diritto, sotto determinate condizioni, di ordinare il sequestro e la distruzione di merci pirata o contraffatte. La contraffazione di marchi registrati o la pirateria su scala commerciale dovrebbe essere reato criminale. I governi dovrebbero assicurarsi che i proprietari dei diritti di proprietà intellettuale possano ricevere l'assistenza di autorità dedicate a prevenire l'importazione di merci pirata o contraffatte.

## Implementazione dell'accordo TRIPS nei paesi in via di sviluppo
Gli obblighi verso il TRIPS sono applicati in modo uguale a tutti gli stati membri, ma ai paesi in via di sviluppo è concesso un tempo maggiore per mettere in atto i cambiamenti necessari nelle loro legislazioni, in due livelli di transizione, in base al loro corrente livello di sviluppo. Il periodo di transizione per i paesi in via di sviluppo è scaduto nel 2005. Il periodo di transizione per i paesi meno sviluppati è stato esteso fino al 2016 e potrebbe essere ancora esteso oltre tale data.
I paesi in via di sviluppo sono grandi esportatori di brevetti e diritti d'autore. È stato perciò sostenuto che lo standard del TRIPS di richiedere a tutti i paesi di creare sistemi restrittivi per la proprietà intellettuale può risultare dannoso per i paesi in via di sviluppo più poveri. Molti sostengono che vi sono interessi strategici per gran parte, se non tutte, le nazioni sottosviluppate nell'usare ogni flessibilità disponibile nel TRIPS per approvare le più deboli leggi possibili sulla proprietà intellettuale.
Questo non è però accaduto in gran parte di casi. Un rapporto del 2005 da parte dell'OMS ha evidenziato che molti dei paesi in via di sviluppo non hanno incorporato le flessibilità del TRIPS (autorizzazioni obbligatorie, importazione parallela, limiti sulla protezione di dati, uso di ricerca ampia e altre eccezioni sui brevetti, etc) nelle loro legislazioni.
Questo è probabilmente causato dalla mancanza di esperienza legale e tecnica necessaria per stendere leggi che mettano in atto tali flessibilità, cosa che ha spesso condotto i paesi in via di sviluppo a copiare direttamente le legislazioni sulla proprietà intellettuale dai paesi sviluppati o ad affidarsi all'assistenza tecnica del OMPI (Organizzazione mondiale per la proprietà intellettuale) che alcuni dicono incoraggi tali paesi a implementare monopoli più forti sulla proprietà intellettuale.
Se i paesi in via di sviluppo non prevedono legislazioni per la protezione dei brevetti in particolari aree della tecnologia quando l'accordo TRIPS entra in vigore, hanno fino a 10 anni per introdurli. Ma per i farmaci e i prodotti chimici per l'agricoltura, il paese deve accettare la registrazione e l'archiviazione di brevetti fin dall'inizio del periodo di transizione, anche se non è necessario che i brevetti siano garantiti subito, ma solo alla fine del periodo di transizione. Se il governo intende permettere a farmaci o a prodotti chimici per l'agricoltura, di essere commercializzati durante il periodo di transizione, esso deve, sotto determinate condizioni, creare le condizioni per un mercato esclusivo per tali prodotti, per 5 anni, o fino a quando i brevetti non entrino in vigore.

## Ambiti di tutela specificati dall'accordo TRIPS

### Diritto d'autore
L'accordo TRIPS assicura che i programmi per elaboratore saranno protetti come opere letterarie secondo quanto stabilito dalla convenzione di Berna e descrive come dovrebbero essere protette le basi di dati.
Esso inoltre espande le regole internazionali sul diritto d'autore per coprire i diritti di noleggio. Gli autori di programmi per elaboratore e i produttori di registrazioni sonore devono avere il diritto di proibire il noleggio commerciale delle loro opere al pubblico. Un simile diritto esclusivo si applica per il film, dove il noleggio commerciale ha condotto ad una diffusa attività di copia, danneggiando i potenziali ricavi da parte dei detentori dei diritti d'autore dei film.
L'accordo stabilisce che gli artisti dello spettacolo devono avere i diritti di prevenire la registrazione, la riproduzione e la trasmissione non autorizzata delle loro esecuzioni dal vivo, per non meno di 50 anni. I produttori di registrazioni sonore devono avere il diritto di impedire la riproduzione non autorizzata delle loro registrazioni per un periodo di almeno 50 anni.

### Marchi di fabbrica registrati
L'accordo definisce quali tipi di segni o simboli sono idonei ad essere protetti come marchi di fabbrica registrati, e quali sono i minimi diritti che devono essere conferiti ai proprietari. Esso stabilisce che i marchi che identificano servizi devono essere protetti allo stesso modo in cui si proteggono i marchi che identificano beni merceologici. I marchi che diventano molto conosciuti in una particolare nazione godono di una protezione supplementare.

### Indicazioni geografiche protette (IGP)
Il nome di un luogo è spesso utilizzato per identificare un prodotto; questa indicazione geografica non indica solo dove il prodotto è stato realizzato ma identifica soprattutto le caratteristiche speciali del prodotto, che sono il risultato delle origini del prodotto.
Esempi molto conosciuti includono lo Champagne, lo Scotch, la Tequila e il formaggio Roquefort. I produttori di vino e di liquori sono particolarmente interessati all'uso dei nomi dei luoghi per identificare i prodotti, e l'accordo TRIPS contiene provvedimenti speciali per tali prodotti.
Usare il nome del luogo quando un prodotto è stato fabbricato altrove, o quando non ha le caratteristiche comuni che tradizionalmente vengono attribuite al prodotto originario, può fuorviare i consumatori e può portare a concorrenza sleale. L'accordo TRIPS stabilisce che le nazioni devono impedire l'abuso delle indicazioni geografiche.
Per i vini e i liquori l'accordo fornisce un livello di protezione più elevato, anche dove non vi è pericolo che il pubblico possa essere fuorviato.
Alcune eccezioni sono concesse, per esempio se il nome è già protetto come marchio di fabbrica registrato o se è diventato un termine generico. Per esempio il nome “Cheddar” ora si riferisce ad un particolare tipo di formaggio non necessariamente prodotto a Ceddar, nel Regno Unito. Ma ogni nazione che voglia introdurre delle eccezioni deve avere la volontà di negoziare con la nazione che invece vuole proteggere l'indicazione geografica in questione.
L'accordo fornisce un sistema di notifiche e registrazioni di indicazioni geografiche protette per i vini e per i liquori. Si discute attualmente, nell'OMC, se estendere tale livello di protezione più elevato anche ad altri prodotti che non siano vini o liquori.

### Industrial design
Sotto l'accordo TRIPS il progetto industriale deve essere protetto per almeno 10 anni. I detentori dei progetti protetti devono avere il diritto di impedire la produzione, la vendita o l'importazione di articoli che assomigliano o comprendano un progetto che sia copia del progetto protetto.

### Brevetti
L'accordo stabilisce che la protezione dei brevetti deve durare per almeno 20 anni. La protezione dei brevetti deve essere consentita sia per i prodotti che per i processi, in quasi tutti i settori della tecnologia. I governi possono rifiutare di riconoscere un brevetto per un'invenzione se il suo sfruttamento commerciale è proibito per ragioni di ordine pubblico o di moralità. Essi possono anche escludere procedure diagnostiche, terapeutiche e chirurgiche, processi su piante, animali (all'infuori di microorganismi) e processi biologici per la produzione di piante e animali (all'infuori di microorganismi).
Le varietà di piante, in ogni caso, devono poter essere protette da brevetti o da sistemi speciali (come i diritti stabiliti dalle convenzioni dell'UPOV, l'Unione Internazionale per la Protezione delle Nuove Varietà di Piante).
L'accordo descrive i diritti minimi che il detentore di un brevetto deve poter godere. Ma contiene anche determinate eccezioni. Un detentore di un brevetto potrebbe abusare dei suoi diritti, per esempio mancando di rifornire il mercato dei prodotti. Per tenere conto di queste possibilità, l'accordo stabilisce che i governi possano emettere “licenze obbligatorie”, permettendo alla concorrenza di produrre il prodotto o usare il processo, sotto licenza. Questo può avvenire solo sotto determinate condizioni, mirate a salvaguardare i legittimi interessi dei detentori del brevetto.
Un brevetto concesso per un processo di produzione è esteso direttamente al prodotto ottenuto mediante tale processo. Se necessario, possono essere ordinate delle ispezioni, per provare che non sono stati usati processi brevettati.
Un problema che si è presentato recentemente è quello di assicurare la protezione dei brevetti per i prodotti farmaceutici, in modo tale che non si impedisca l'accesso alle medicine da parte della popolazione dei paesi più poveri, mantenendo allo stesso tempo il ruolo del sistema dei brevetti nel provvedere incentivi per la ricerca e lo sviluppo di nuovi medicinali. Alcune flessibilità, quali le licenze obbligatorie, sono specificate nell'accordo TRIPS, ma alcuni governi non sono state in grado di interpretarle e applicarle. Il ministero dell'OMC ha stabilito allora una dichiarazione speciale, durante la conferenza ministeriale di Doha nel novembre 2001. È stato concordato che l'accordo TRIPS non deve e non può impedire agli stati membri di prendere provvedimenti per proteggere la sanità pubblica. Avendo riconosciuto di aver sottostimato l'abilità delle nazioni nell'usare le flessibilità incluse nell'accordo TRIPS, il ministero dell'OMC ha stabilito di estendere l'esenzione dalla protezione dei brevetti farmaceutici per i paesi sottosviluppati fino al 2016. Su questioni rimanenti, essi hanno assegnato ulteriore lavoro al consiglio del TRIPS, per chiarire come fornire ulteriore flessibilità, in modo che le nazioni incapaci di produrre medicinali all'interno possano importare farmaci brevettati prodotti sotto licenze obbligatorie. Una deroga che fornisca tale flessibilità è stata stabilita il 30 agosto del 2003.

### Schemi per circuiti integrati
Le basi per la protezione dei progetti di circuiti integrati nell'accordo TRIPS risiedono nel Trattato di Washington sulla proprietà intellettuale nel rispetto dei circuiti integrati, che cade sotto l'OMPI, adottato nel 1989. L'accordo TRIPS aggiunse un numero di provvedimenti, per esempio, per estendere la protezione ad un minimo di 10 anni.

### Informazioni confidenziali e strategie di business
Le strategie di business e altri tipi di informazioni confidenziali che hanno valore commerciale devono essere protette contro la violazione della confidenza, lo spionaggio industriale e altre azioni contrarie ad una pratica commerciale corretta. Provvedimenti ragionevoli devono essere però presi per mantenere le informazioni segrete, da parte dei diretti interessati. I dati delle sperimentazioni presentati ai governi per ottenere l'autorizzazione al mercato per nuovi farmaci o prodotti chimici per l'agricoltura devono anch'essi essere protetti contro un uso commerciale scorretto.

## TRIPs Plus
Il 4 novembre 2002 il rappresentante del commercio degli USA Robert Zoellick ha notificato l'intenzione del presidente Bush di avviare negoziati per un accordo di libero scambio (Free Trade Area o "FTA") con i paesi della Unione doganale dell'Africa meridionale (“SACU”). In particolare si riteneva insoddisfacente la protezione intellettuale in tali regioni, specie per quanto riguarda il commercio di farmaci anti AIDS. Si auspicavano quindi accordi con standard di protezione intellettuale maggiore rispetto ai precedenti accordi TRIPs. Tali accordi bilaterali, multilaterali o regionali vengono quindi chiamati accordi TRIPs-plus.
In quest'ottica le nazioni sviluppate stanno negoziando speciali accordi con i governi dei paesi poveri, ove vengano richiesti standard superiori a quelli richiesti dagli accordi trips. Tali accordi sono generalmente segreti; uno di questi sarebbe l'Accordo commerciale anticontraffazione.

## Critica
Sin dall'entrata in vigore il TRIPS è stato oggetto di numerose critiche provenienti da paesi in via di sviluppo, accademici e organizzazioni non governative. Alcune di queste critiche sono rivolte contro l'organizzazione mondiale del commercio (OMC) nel suo complesso, altre invece, quelle dei molti sostenitori della liberalizzazione del commercio, considerano la politica globale adottata nel TRIPS un passo indietro. 
Daniele Archibugi e Andrea Filippetti sostengono che l'importanza e l'intervento del TRIPS nel processo di generazione e diffusione della conoscenza siano stati sopravvalutati, sia dai loro sostenitori che dai loro oppositori. La conseguente redistribuzione della ricchezza del TRIPS e la sua imposizione sui paesi che altrimenti avrebbero avuto leggi più deboli sulla proprietà intellettuale, sono una ragione comune per tali critiche.
Peter Drahos scrive: "Era un punto comune accettato dalla moralità commerciale internazionale che gli stati avrebbero disegnato le leggi sulla proprietà intellettuale adeguatamente alla loro situazione economica, ma di fatto gli stati si sono assicurati che gli accordi internazionali attuali dessero loro l'opportunità di agire in tal modo."
Claude Henry e Joseph E. Stiglitz sostengono che le attuali leggi che tutelano la proprietà intellettuale a livello mondiale possano ostacolare sia l'innovazione che la diffusione, e suggeriscono di attuare delle riforme per promuovere la diffusione dell'innovazione e dello sviluppo sostenibile. In questo quadro «il trasferimento di tecnologie» è quasi impossibile, in quanto ne è nato "un sistema a scienza chiusa e mercati chiusi dove domina il segreto industriale e anche le stesse università si fanno la guerra per brevettare".

### Accordo TRIPS ed accesso ai medicinali essenziali
Una delle questioni che negli scorsi anni ha acquisito una sempre crescente importanza nel quadro degli accordi TRIPS è quella dell'accesso ai medicinali. Le perplessità nascono da quale sia la misura con cui la protezione brevettuale in ambito farmaceutico si ripercuota negativamente sulla distribuzione dei principali medicinali alle popolazioni dei paesi in via di sviluppo.
Dalla conferenza dell'OMC tenutasi a Doha nel Novembre 2001 è nata la Dichiarazione di Doha, poi adottata dai partecipanti, che propone soluzioni flessibili, lasciate implicite all'interno dell'accordo TRIPS, per combattere in modo efficace malattie come l'HIV/AIDS, la Tubercolosi o la Malaria e che vuole garantire l'approvvigionamento dei principali medicinali ai paesi in via di sviluppo.
Nel quadro degli accordi TRIPS, i paesi membri dell'OMC si sono aperti alla possibilità di accordare licenze obbligatorie per la produzione di medicinali protetti da brevetto. In molti casi, tuttavia, tale produzione è destinata al mercato interno e non all'esportazione. Il 30 Agosto 2003 il Consiglio generale dell'OMC ha pertanto deciso di facilitare l'acceso ai medicinali protetti da brevetto ai paesi che non dispongono di capacità di produzione.
Il 6 Dicembre 2005, alla vigilia della sesta Conferenza ministeriale (Hong Kong, 13-18 Dicembre 2005), i membri dell'OMC hanno approvato una modifica dell'Accordo TRIPS tesa a migliorare l'accesso dei paesi in via di sviluppo ai medicinali, modifica consistente nel concedere licenze obbligatorie per la fabbricazione ed esportazione di medicinali brevettati nei paesi che non dispongono di sufficienti capacità di produzione. Questa modifica concretizza formalmente la decisione dell'OMC datata 30 Agosto 2003 di cui sopra.
Nel 2020 sono riemersi conflitti sul tema dei brevetti, del diritto d'autore e dei segreti commerciali relativi ai vaccini, alla diagnosi e alle cure per il COVID-19. A questo proposito il Sudafrica e l'India hanno proposto che l'OMC concedesse una deroga temporanea per consentire una produzione più diffusa dei vaccini. Le deroghe richieste sarebbero in aggiunta a quelle già esistenti, ma porterebbero con loro il fardello di rendere più flessibile l'accordo TRIPS e permetterebbero ai paesi di imporre licenze obbligatorie. Oltre 100 paesi in via di sviluppo hanno sostenuto la deroga, che però è stata bloccata dai membri del G7. Quest'azione è stata fortemente condannata da 400 organizzazioni in tutto il mondo, tra cui Medici senza Frontiere, e da 115 membri del Parlamento Europeo.